# María Pilar López
 (mars 2022).
 (mars 2022).
Le contenu est difficilement compréhensible vu les erreurs de traduction, qui sont peut-être dues à l'utilisation d'un logiciel de traduction automatique.
 (mars 2022).
La mise en forme du texte ne suit pas les recommandations de Wikipédia : il faut le « wikifier ».
Les points d'amélioration suivants sont les cas les plus fréquents. Le détail des points à revoir est peut-être précisé sur la page de discussion.
- Les titres sont pré-formatés par le logiciel. Ils ne sont ni en capitales, ni en gras.
- Le texte ne doit pas être écrit en capitales (les noms de famille non plus), ni en gras, ni en italique, ni en « petit »…
- Le gras n'est utilisé que pour surligner le titre de l'article dans l'introduction, une seule fois.
- L'italique est rarement utilisé : mots en langue étrangère, titres d'œuvres, noms de bateaux, etc.
- Les citations ne sont pas en italique mais en corps de texte normal. Elles sont entourées par des guillemets français : « et ».
- Les listes à puces sont à éviter, des paragraphes rédigés étant largement préférés. Les tableaux sont à réserver à la présentation de données structurées (résultats, etc.).
- Les appels de note de bas de page (petits chiffres en exposant, introduits par l'outil «  Source ») sont à placer entre la fin de phrase et le point final[comme ça].
- Les liens internes (vers d'autres articles de Wikipédia) sont à choisir avec parcimonie. Créez des liens vers des articles approfondissant le sujet. Les termes génériques sans rapport avec le sujet sont à éviter, ainsi que les répétitions de liens vers un même terme.
- Les liens externes sont à placer uniquement dans une section « Liens externes », à la fin de l'article. Ces liens sont à choisir avec parcimonie suivant les règles définies. Si un lien sert de source à l'article, son insertion dans le texte est à faire par les notes de bas de page.
- La présentation des références doit suivre les conventions bibliographiques. Il est recommandé d'utiliser les modèles {{Ouvrage}}, {{Chapitre}}, {{Article}}, {{Lien web}} et/ou {{Bibliographie}}. Le mode d'édition visuel peut mettre en forme automatiquement les références.
- Insérer une infobox (cadre d'informations à droite) n'est pas obligatoire pour parachever la mise en page.

Pour une aide détaillée, merci de consulter Aide:Wikification.
Si vous pensez que ces points ont été résolus, vous pouvez retirer ce bandeau et améliorer la mise en forme d'un autre article.
Pour les articles homonymes, voir López.
María Pilar López (Cieza, 4 février 1919 - Murcie, août 2006) est une poétesse et écrivaine espagnole,.

## Biographie
María Pilar López nait à Cieza, où elle obtiendra son baccalauréat. 
Après la guerre civile, elle s'installe à Madrid, où elle fait des études d'infirmière à l'École de sages-femmes, profession qu'elle exercera à Cieza jusqu'à sa retraite.
À Madrid, elle a fait partie du groupe Jeunesse créatrice, avec les écrivains José García Nieto et Jesús Juan Garcés, entre autres. C'est à cette même époque qu'elle écrit ses premiers poèmes, rassemblés dans le livre Aroma repetida, publié la même année.
Elle publie son premier recueil de poèmes Voz amarga y eco alegre en 1940. Dans son livre Historia de la literatura murciana, Díez de Revenga fait référence à une description de Juan Barceló Jiménez :

« Elle est l'auteur d'une poésie douloureuse, transcendantale, existentialiste, où elle laisse des traces de sa constante solitude. »

## Œuvre poétique
Après sa première œuvre Voz amarga y eco alegre (1940), elle publia Aurora repetida (1941), Tú y la huída (1952), El cielo perseguido (1959), Las tormentas (1959), Ahora y siempre (1961), Cita en el corazón (1963), Ángel irremediable (1964), Esta muchacha es mi hija (1968), Cartas al viento (1971), Cartas a un hombre nuevo (1975), Esta es Olga (1979), Antología poética (1982), Multiplicado amor (1987), Todo el tiempo (1995), Ahora y siempre (1997).
Ses poèmes figurent dans le livre Desde la amistad para María Pilar López (2003), dans lequel l'écrivaine Juana J. Marín coordonne des poèmes inédits de María Pilar López avec vingt-six autres écrivains, en guise d'hommage, et publié par Azarbe.

## Hommages
Sa biographie a été élaborée par Andrés Salom dans son livre Poeta María Pilar López - Vie et Œuvre, et Francisco Javier Díez de Revenga dans son livre Histoire de la littérature murcienne. Dans son oeuvre Monteagudo. Revista de Literatura Española, Hispanoamericana y Teoría de la Literatura, José Luis Martínez Valero, fait une référence au livre de Andrés Salom, et s'est fait la réflexion : 

« Que retient Andrés Salom de Pilar López ? Le miracle de la vie, avec Pilar nous sommes en présence de quelqu'un qui n'a pas peur du monde, quelqu'un qui s'investit et, parce qu'elle le fait, nous offre la vie. »

Des hommages lui ont été rendus lors de la cérémonie de remise des prix du IIIe Certamen de Estudios Locales, en juin 2014.
Un hommage posthume, rendu à l'écrivain dans l'Aula de Cultura de Cajamurcia, de la Calle Padre Salmerón, à Cieza, sa ville natale, le 26 avril 2007, est organisé et coordonné par le groupe littéraire La Sierpe y el Laúd.